# Józef Męczkowski
Józef Męczkowski herbu Białynia – marszałek kapturowy ziemi wiskiej w 1736 roku, sędzia ziemski wiski w 1733 roku, skarbnik wiski w 1726 roku.
Jako deputat podpisał pacta conventa Stanisława Leszczyńskiego w 1733 roku.